# Brunegg
Brunegg är en ort och kommun i distriktet Lenzburg i kantonen Aargau, Schweiz. Kommunen har 907 invånare (2023).